# 경찰공제회
경찰공제회(警察共濟會, the Police Mutual Aid Association)는 대한민국 경찰공무원에 대한 효율적인 공제제도를 운영하고 이들의 생활안정과 복지 증진을 도모하기 위해 설립된 경찰유일의 복지기관이다. 1947년에 설립되었으며 서울특별시 마포구 마포대로 78 (도화동 566)에 위치하고 있다.

## 설립 근거
- 경찰공제회법 제1조[1]

## 기본사업
경찰공제회법 16조와 정관의 규정에 따라 다음의 사업을 시행한다.
1. 경찰공제회 회원에 대한 급여의 지급사업
2. 경찰공제회 회원을 위한 복지후생시설의 설치·운영
3. 기금 조성을 위한 사업
4. 그 밖에 경찰공제회 회원을 위한 복지·후생사업

## 연혁
- 1989년 7월 20일: (재)경찰공제회 설립
- 1992년 1월 24일: (사)경찰공제회로 전환

## 조직
- 대의원회
- 운영위원회
- 감사
  - 감사실
    - 감사팀

### 이사장

#### 기획조정실
- 경영기획팀
- 법무지원팀

#### 리스크관리실
- 리스크심사팀
- 리스크관리팀

#### 경영지원본부
- 총무인사팀
- 회계팀
- 전산정보팀

#### 사업관리이사
- 사업운영본부
  - 운영팀
    - 신체검사원
    - 서천휴게소
    - 이룸웨딩컨벤션
    - 경찰병원장례시장
    - 대전갈마장례식장

  - 임대사업팀
- 회원복지본부
  - 공제업무팀
  - 복지개발팀

#### 금융투자이사
- 금융투자본부
  - 증권운용팀
  - 대체투자팀
- 투자전략팀

#### 사업개발이사
- 사업투자본부
  - 사업투자1팀
  - 사업투자2팀

## 회원의 자격
경찰공제회법 7조에 따른 회원의 자격은 다음과 같다.
1. 「경찰공무원법」에 따른 국가경찰공무원
2. 「제주특별자치도 설치 및 국제자유도시 조성을 위한 특별법」에 따른 자치경찰공무원
3. 공제회의 임원 및 직원
4. 그 밖에 정관으로 정하는 사람

## 같이 보기
- 행정공제회
- 한국교직원공제회
- 군인공제회